# Vignemale

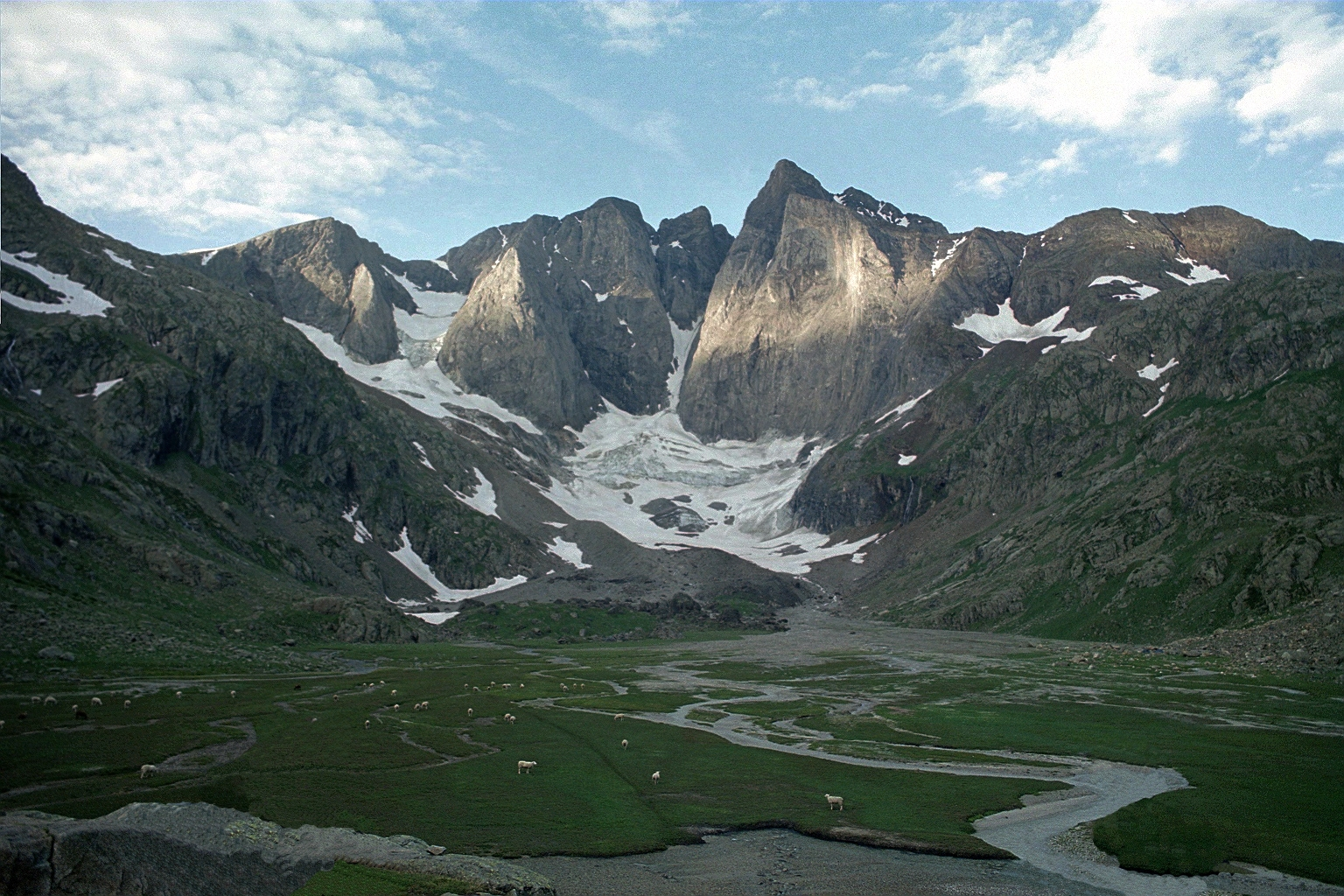
Vignemales norra sida på sommaren.

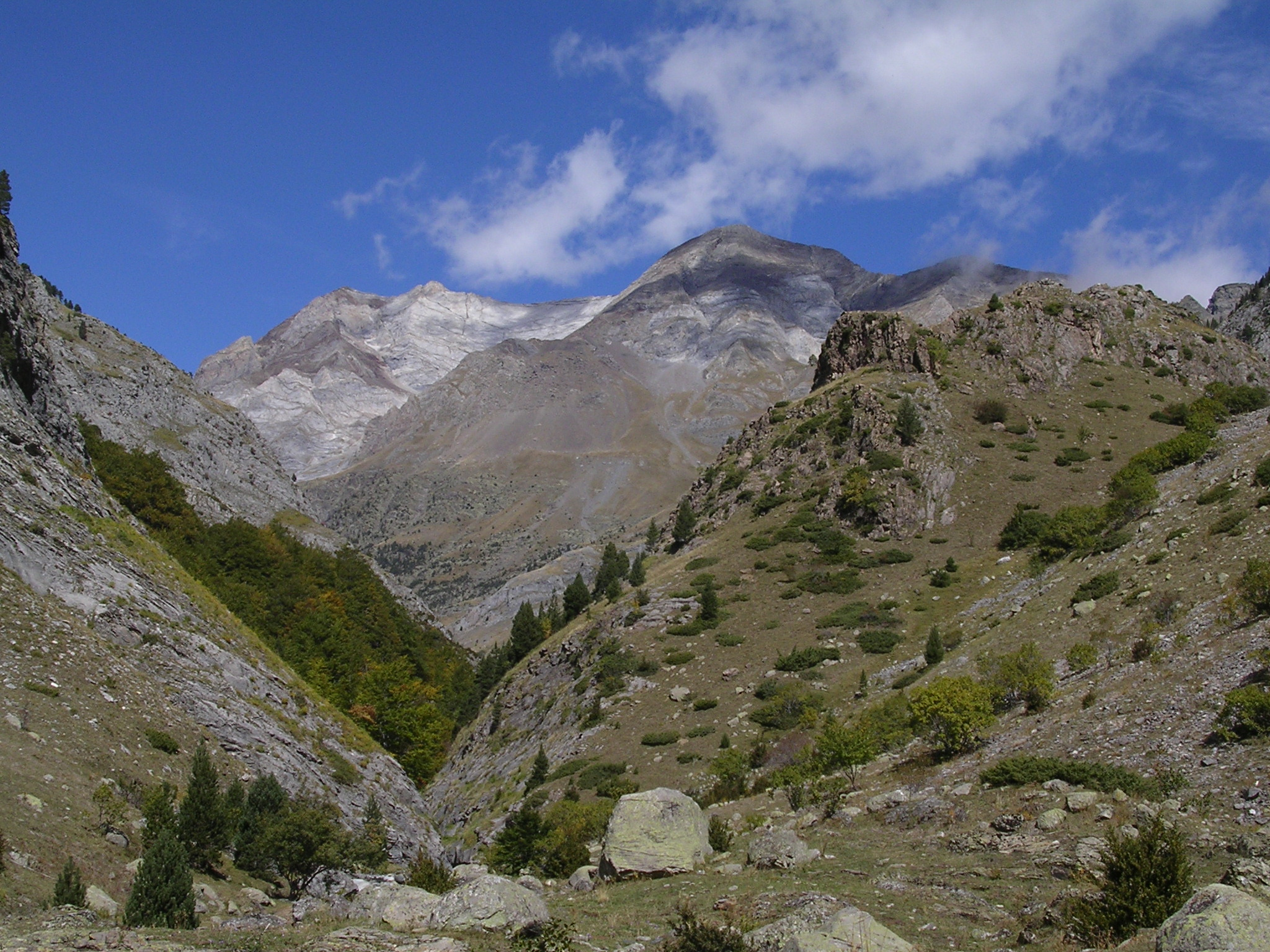
Vignemales södra sida.

Vignemale är det högsta bergsmassivet i franska Pyrenéerna. Massivet ligger i departementet Hautes-Pyrénées, dess högsta berg ligger på fransk-spanska gränsen. 

## Bergstoppar och glaciär
Vignemales högsta berg är Grand Vignemale, även kallad Pique-Longue (3.298m), andra bergstoppar i massivet är Pointe Chausenque på (3.204m) och Petit Vignemale (3.032m) samt Piton Carré. Mellan topparna ligger glaciären Glacier d'Ossoue som sträcker sig över 6 km². Bergsmassivets norra och södra sida är mycket olika. Från sydsidan stiger Vignemale i en serie av terrasser medan norrsidan är dramatisk med branta bergväggar.

## Bestigningar av Vignemale
Den högsta av bergsmassivets fyra toppar nåddes första gången 1792 av några herdar som fått uppdraget att ta sig till Pique-Longue av franska myndigheter när gränsen mellan Frankrike och Spanien skulle upprättas.
År 1837 tog sig guiderna Henri Cazaux och Bernard Guilleemnet till toppen via Ossoue-glaciären. På vägen upp föll de vid ett par tillfällen ned i glaciärsprickor och sökte därför en annan och säkrare väg ned. De fann en glaciärfri väg på södra sidan mot floden Aras dalgång. Det var denna ”omväg” som de följande år föreslog för engelskan Anne Lister när hon som första turist och bergsbestigare tog sig till toppen.
Den mest kände pyrenéisten är den excentriske engelsmannen Henry Russell som besteg Vignemale 33 gånger. Han lyckades 1888 övertala prefekten av Hautes-Pyrénées att ge honom en koncession över Vignemale. Russell fick arrendera 200 hektar på mellan 2300 och 3300 meters höjd för 1 franc per år under 99 år. På sju ställen längs vägen till Vignemales topp lät han hugga ut grottor att användas som skydd, för vila och som utsiktsplatser.